# Źmitrok Biadula
Șmuel Efimovici Plavnik (în belarusă Самуіл Яфімавіч Плаўнік; în idiș שמואל בן חיים פּלאַווניק; n. 23 aprilie 1886, Pasadziec⁠(d), Vileysky Uyezd⁠(d), gubernia Vilna, Imperiul Rus – d. 3 noiembrie 1941, Uralsk, RSS Kazahă, URSS), mai cunoscut sub pseudonimul Źmitrok Biadula (în belarusă Змітрок Бядуля), a fost un poet, prozator și traducător evreu belarus, precum și activist politic în mișcarea de independență a Belarusului. El este considerat unul dintre părinții literaturii belaruse moderne.

## Biografie
Źmitrok Biadula s-a născut sub numele de Șmuel Efimovici Plavnik la 23 aprilie 1886 în micul oraș Pasadziec (acum în raionul Lahoisk din regiunea Minsk) într-o familie de evrei. Tatăl său a lucrat ca fermier și pădurar, dar era o persoană cultivată și și-a învățat copilul să citească pentru a urma o școală evreiască. La vârsta de 13 ani a început să scrie poezii în limba ebraică, inspirate din poezia liturgică medievală din secolele al XVI-lea și al XVII-lea. A fost exmatriculat din ieșiva (școala evreiască)  pentru că scria poezii și nu și-a mai încheiat niciodată studiile. Ulterior a început să scrie în limbile rusă și belarusă și a publicat creații literare proprii în presa din Sankt Petersburg și în revista Mołodyje Porywy din Vilnius. În anul 1910 a publicat proză poetică în ziarul Nașa Niva din Vilnius. A lucrat mai întâi ca secretar al ziarului Nașa Niva și a devenit redactor în 1912. A fost atras de ideile comuniste, care permiteau o educație largă a maselor și o dezvoltare a culturilor naționale ale minorităților.
După preluarea puterii de către sovietici în Belarus, el a început să scrie în genul realist socialist. În anul 1919 a publicat o broșură intitulată Жыды на Беларусі („Evreii din Belarus”) și, sub conducerea sa, mai mulți scriitori evrei s-au implicat în mișcarea literară Узвышша („Vârful”) din anii 1920 și 1930. El a încercat, în scrierile sale, să-i convingă pe evrei să sprijine mișcarea de independență a Belarusului. Biadula a publicat în anii 1920 două volume de poezii: Пад родным небам („Sub cerul patriei noastre”, 1922) și Паэмы („Poeme”, 1927) și în 1934 a devenit membru al Uniunii Scriitorilor Bieloruși. În anii 1930 a renunțat la poezie și a început să scrie proză, publicând romane, povestiri și cărți pentru copii și traducând creații literare rusești, ucrainene și idiș în limba belarusă. Biadula a prezentat în scrierile sale viața de zi cu zi a locuitorilor din orașele mici și lupta lor pentru dreptate socială. Istoricul literar Arnold B. McMillin a afirmat în studiul A History of Byelorussian Literature (Die Literatur der Weissrussen): From its Origins to the Present Day (Giessen, RFG, 1977, p. 294) că povestirile lui Biadula nu au o intrigă sau alte elemente narative, ci se bazează într-o proporție mare pe „monologul interior și analiza autorială sensibilă”. Proza are o formă poetică, cu fraze atent construite și cu multe sinonime și metafore.
După atacarea URSS-ului de către Germania Nazistă în 1941, Biadula a părăsit Belarusul și s-a refugiat către estul URSS. El a locuit mai întâi în orașul Pijma din regiunea Gorki, apoi, până la sfârșitul lunii octombrie 1941, în satul Novîe Burasî din regiunea Saratov. A murit lângă Uralsk, în Kazahstan, unde a fost înmormântat.
În februarie 2020 rămășițele pământești ale lui Źmitrok Biadula au fost exhumate și transportate în Belarus. La 3 noiembrie 2020, la 79 de ani de la moartea sa, rămășițele sale au fost reîngropate în Cimitirul de Est din Minsk după oficierea unei slujbe religioase creștine.